# Cimberis pallidipennis
Cimberis pallidipennis is een keversoort uit de familie bastaardsnuitkevers (Nemonychidae). De wetenschappelijke naam van de soort werd in 1916 gepubliceerd door Willis Stanley Blatchley & Leng.